# Puente Ferroviario de Oeiras
El Puente Ferroviario de Oeiras, más conocida por Puente de Oeiras, es una infraestructura ferroviaria de la Línea de Cascaes, situada en la parroquia de Oeiras y São Julião da Barra, en Portugal.

## Características
Este puente presenta dos sentidos autónomos, soportados por dos pilares comunes; cada tablero presenta, aproximadamente, 127 metros de longitud y 4 metros de longitud, y transporta una vía ferroviaria en ancho ibérico. Cruza la Ribeira da Lage, y las Calles Enrique de Paiva Couceiro y José Diogo da Silva.

## Historia
El puente fue inaugurado, junto con la Línea de Cascaes, el 30 de septiembre de 1889, habiendo sufrido obras de electrificación en 1926.
Entre 2002 y 2003, fueron sustituidas las plataformas metálicas en este puente.